# 春日山城

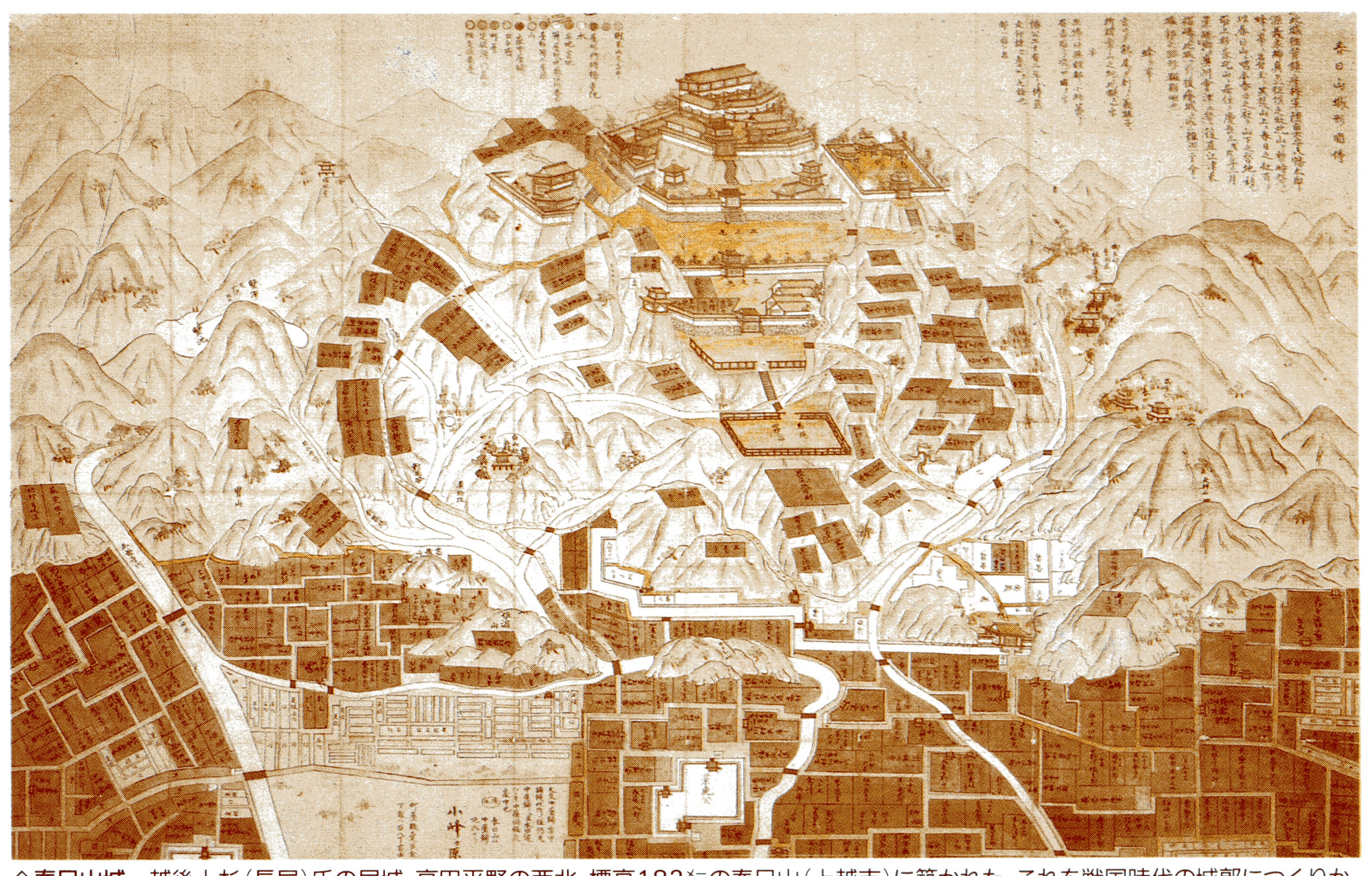
春日山城

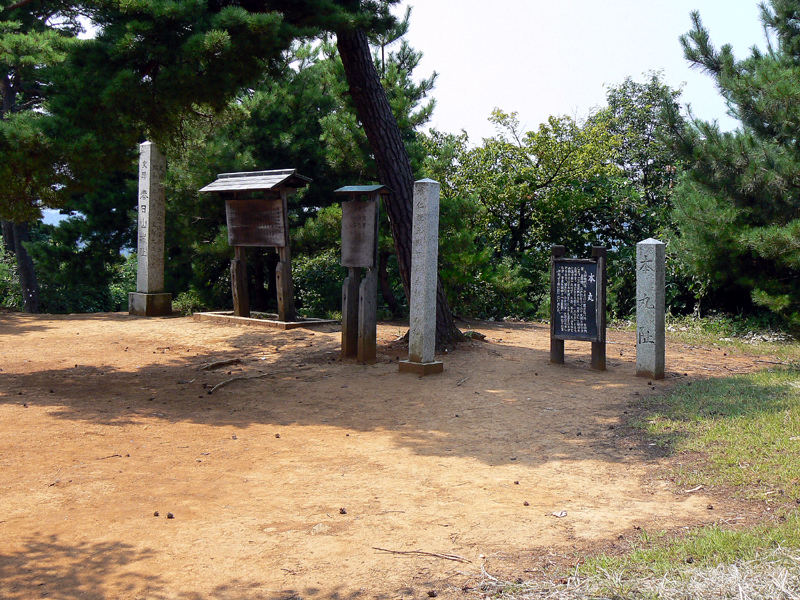
本丸跡

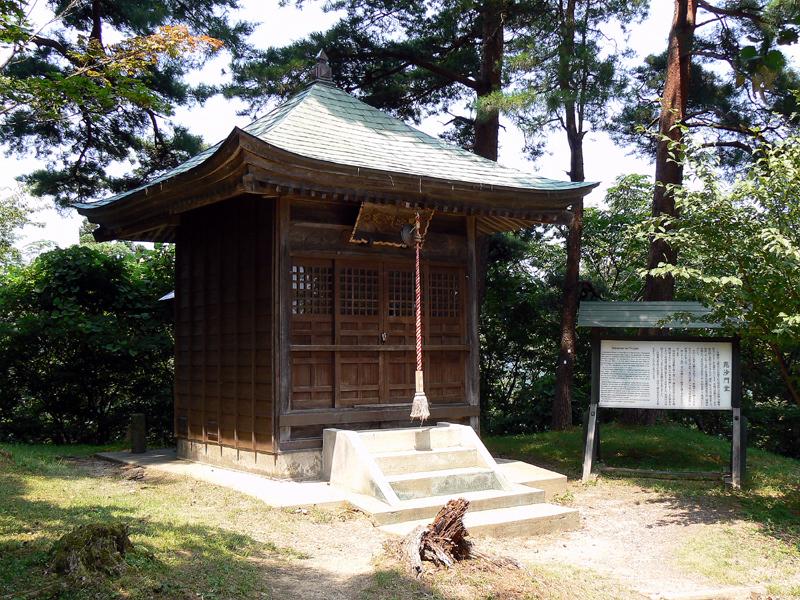
毘沙門堂（復元）

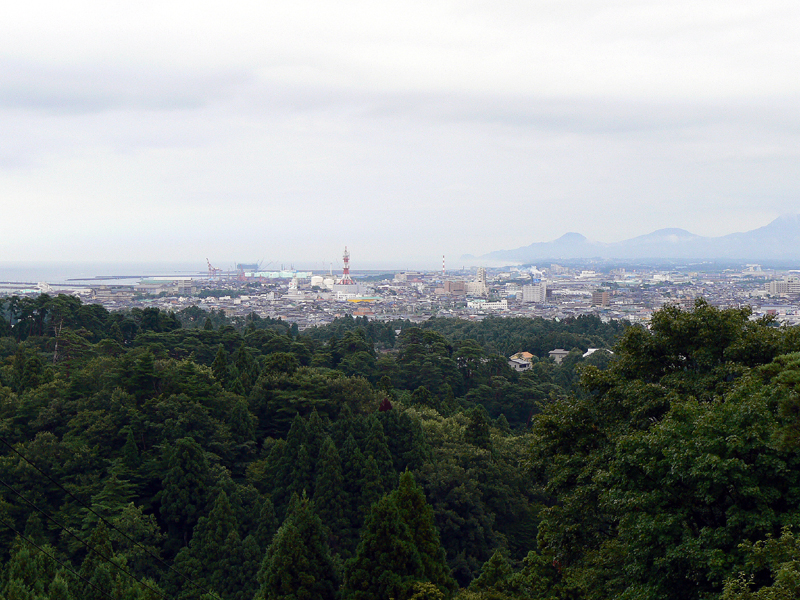
山腹より望む直江津

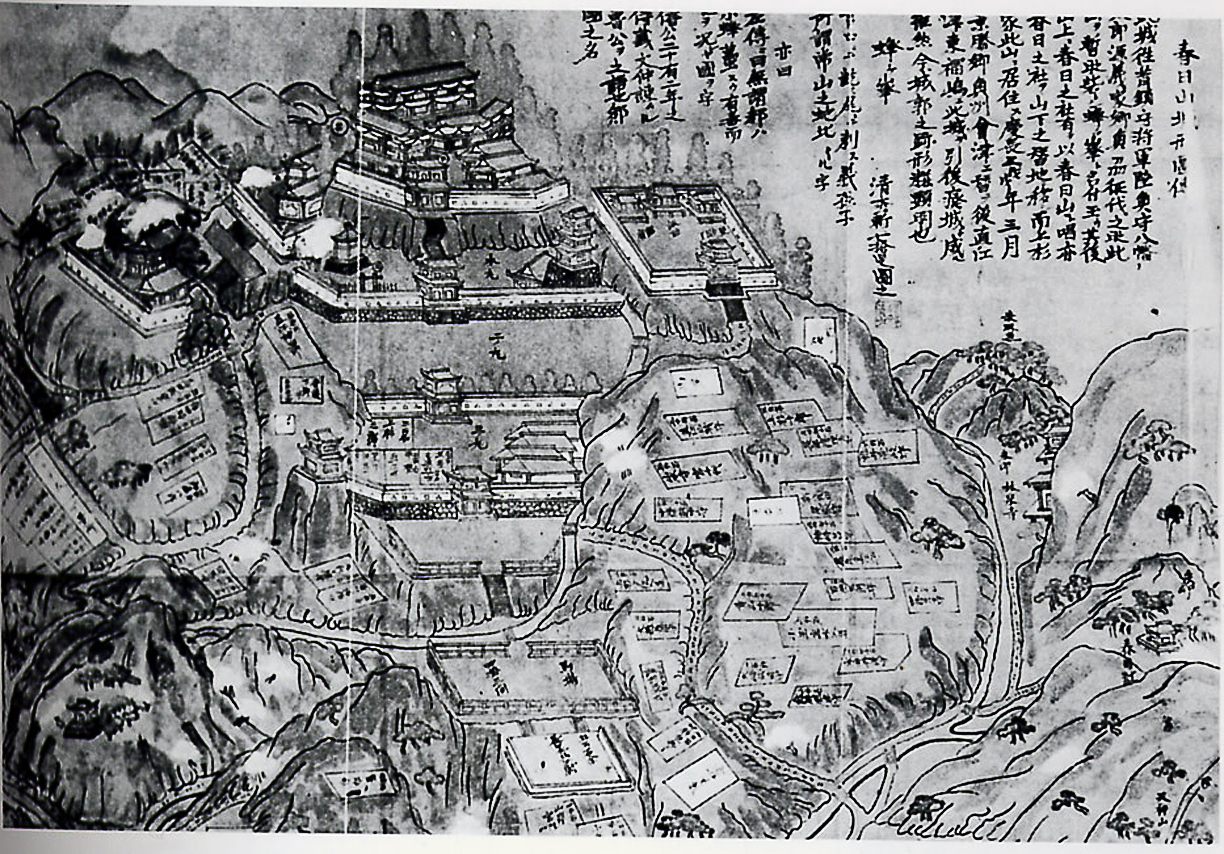
古絵図

春日山城（かすがやまじょう）は、越後国頸城郡中屋敷春日山（現在の新潟県上越市春日山町）にあった中世の日本の城（山城）。主に長尾氏の居城で、戦国武将上杉謙信の城として知られる。春日山城跡は国の史跡に指定されている。日本五大山城の一つとされることもある。

## 概要
この城は、南北朝時代に越後国守護である上杉氏が越後府中の館の詰め城として築城したのが始まりとされる。1507年（永正4年）、守護代であった長尾為景が上杉定実を擁立して守護上杉房能を追放した。新守護として定実が府中に入ると、長尾氏が春日山城主となった。
上越市中部にある春日山山頂に築かれ、天然の要塞を持つ難攻不落の城とされ、為景、晴景、上杉謙信（長尾景虎）、上杉景勝の四代の居城となった。しかし、上杉景勝が会津へ移った後に越後を支配した堀氏は、政治を取り仕切るに不便として、1607年（慶長12年）に直江津港近くに福島城を築城して移り、春日山城はその役目を終えた。
別名を鉢ヶ峰城ともいう。「春日山」の名称は、奈良の春日大社から分霊勧請（かんじょう）した春日神社に由来する。春日神社の創建年代は、958年（天徳2年）説、守護上杉氏の築城の際とする説、文明年間（1469年～86年）という説などがありはっきりしない。
また、近くにある林泉寺の惣門は、春日山城の搦手門を移築したものであると言われているが、確証はない。しかし、最低でも慶長まではさかのぼるものであるとも言われ、春日山城で最も古い建築物であると思われる。
多くの絵図には石垣や天守閣などが描かれているが、ほとんど空想であり、石垣も瓦も発掘されていない。
それらをふまえ、厳密な時代考証に基づいた初の復元模型が完成、2009年1月から12月まで開催の「越後上越天地人博」で展示された。
地域支配と侵攻に対抗するための拠点として、要害の地に支城・砦・館が配置されていた。山中には春日山城と支城・砦を結ぶ軍事用道路があった。

## 歴史・沿革

### 近代以前
- 越後守護代長尾為景によって既存の要害に大改修が施される。
- 1536年（天文5年） - 長尾晴景が父の長尾為景から引き継ぐ。
- 1548年（天文17年）12月 - 長尾景虎（後の上杉謙信）が兄の長尾晴景から家督を相続し、入城。
- 1579年（天正7年） - 御館の乱を制した、上杉謙信の養子の上杉景勝が入城。
- 1598年（慶長3年） - 上杉景勝が会津へ転封となり堀秀治が入城。
- 1606年（慶長11年） - 堀秀治の急死に伴い、子の堀忠俊が引き継ぐ。
- 1607年（慶長12年） - 福島城完成に伴い、行政組織を移し、春日山城は廃城となる。

### 近現代
- 1901年（明治34年） - 春日山神社が創建される。
- 1931年（昭和6年） - 毘沙門堂が復元される。
- 1935年（昭和10年）8月27日 - 主城周辺が国の史跡に指定される。
- 1969年（昭和44年）6月 - 滝川毘堂作の上杉謙信公銅像を建立。
- 1974年（昭和49年）1月13日 - 本来の春日山城は、主城周辺に広範囲に配置された砦や土塁、堀などの遺構を含めて一体的に把握されるべきものとして、これらのうち、春日山から南東方向に突出する尾根先端部に構築された通称「東城砦（別名、春日砦）」部分が国の史跡に追加指定される。
- 2006年（平成18年）4月6日 - 日本100名城（32番）に選定された。

## 支城・砦・館
- 春日山の周辺、約5〜6km程度の範囲内にある砦として、春日山から西へ伸びる稜線上に砦が列をなして並び、近いほうから番屋口砦・番屋砦・長沢砦・長浜砦・城が峰砦の順で並んでいる。北には沖見砦があり、南の複雑な地形のなかにトヤ峰砦・宇津尾砦・滝寺砦・中の俣砦の砦群、東の平地には長池山砦と東城砦および御館城があった。これら春日山を支える砦は、2km程度あるいは至近距離に番屋口砦・番屋砦・長沢砦・長池砦・東城砦があり、3km程では沖見砦・長浜砦・トヤ峰砦が配置され、4km程度で城が峰砦・宇津尾砦・滝寺砦・御館城があり、中の俣砦は5kmほどである。春日山から西に伸びる稜線上の砦はいずれも砦単体での運用を想定した構造ではなく、春日山と直接の連絡路があり、また戦闘を維持するには春日山からの支援を受けなければならない。また、これらの砦は春日山と反対方向からの攻撃に備えており、これらからこの砦群も広義の春日山城を構成しているともいえる。春日山城本体も大きな城であるが、これらの砦群を包括した広義の春日山城は広大な城であったともされる[6]。
- 地域（分国）支配、また北陸・関東・信濃・揚北（下越）にわたる四方面戦線のため、長尾氏（上杉氏）は織田信長の方面軍にも似た諸国衆（越中衆・信濃衆など）の編成[7]が見られる。河田氏などは支城のみでなく国単位で寄騎を統率し、また出自とは異なる分国に配置される場合もある。

### 上越市
- 東城砦（別名、春日砦）
- 番屋砦
- 長沢砦
- 長浜砦
- 滝寺砦
- トヤ峰砦
- 宇津尾砦
- 城ヶ峰砦
- 中ノ俣砦
- 長池山砦
- 御館 - 「上杉館」「至徳寺城」とも。謙信を頼った関東管領・上杉憲政の居城。謙信が弘治年間に造営したとされる。
- 北方城
- 黒田城
- 沖見砦
- 田麦城
- 直峰城 - 信濃衆の樋口氏が入る。のち春日山城に入府した堀秀治の重臣・堀光親が城主となり、越後福嶋城の時代も使用される。
- 法定寺城
- 池舟城
- 小川城
- 岩手城
- 小野城
- 米山寺城
- 米山寺館
- 顕法寺城
- 町田城
- 六角峰城
- 雁金城 - 花ヶ崎街道（脇街道）を監視する要所にあり、春日山城に狼煙を使って連絡をする最後の拠点であったとされる。「花ヶ崎城」とも。陸奥衆（信夫衆）の佐藤氏や上田衆の吉増氏などが城将。
- 茶臼山城
- 大間城
- 上深沢城
- 京ヶ岳城
- 箕冠城 - 信濃衆の大熊氏が入る。大熊朝秀の出奔後の動向は不明。

### 十日町市
- 犬伏城 - 頚城と魚沼の中継地で三国峠に至る街道の要所。
- 松代城 - 犬伏城の支城。同上。
- 東山城

### 妙高市
- 鮫ヶ尾城 - 加賀衆の堀江氏が入城。御館の乱では上杉景虎に属し、景虎と前管領・上杉憲政の死後も1年余り抵抗を続けた。
- 鳥坂城 - 北蒲原（沼垂郡）の「鳥坂城 (とっさかじょう）」と異なり、読みは「とりさか」。城将は上野衆の桃井氏。
- 小倉山城
- 樽本城
- 田切城

### 糸魚川市
- 徳合城
- 勝山城 - 謙信時代は落水城（おちりみずじょう）。景勝は勝山城で羽柴秀吉と会談を行なったと伝わる。
- 松山城
- 金山城
- 根小屋城
- 不動山城

### 越中国
- 松倉城 - 椎名氏は松倉金山を有す。長尾為景は越中守護代も兼ねる。椎名康胤の逃亡後は、近江衆の河田氏が城主となる。
- 魚津城 - 松倉城の支城。須田氏など。
- 宮崎城 - 蒲生騒動に伴う領地替えまで上杉氏が保持した拠点。次代の堀氏からは春日山城の支配域は越後のみ（東蒲原は新川との交換で得た会津の上杉領）となる。越中衆の土肥氏が統治。
- 天神山城 - 同上。柿崎氏など。

### 能登国
- 七尾城 - 上杉謙信の晩年の攻城対象で、のち織田に備える加能越の重要拠点。近江衆の鰺坂氏が入る。現在、城跡に歌碑あり。能登畠山氏は米沢藩の重臣となり、高家でも続く。
- 石動山城 - 謙信によって築かれ直江景綱を守将として置く。本能寺の変後に景勝の派遣した能登衆は、畠山氏の旧臣や天平寺の宗徒と共に織田氏に抵抗したが、前田利家らにより落城。

### 加賀国
- 松任城 - 手取川の戦いの際に上杉謙信が攻略。一向一揆との連携で城将など派遣。
- 大聖寺城 - 謙信の最晩年で得た勢力圏における最西端の城。加賀衆の藤丸氏が入城。

### 佐渡国
- 雑太城 - 親長尾（上杉）だった本間惣領家の本城。長尾為景は永正の乱で敗れ佐渡で再起を図る。「檀風城」とも。河原田本間家、羽茂本間家の一部は景勝と共に出羽に移るが、惣領家は令和まで佐渡で続いている。

### 信濃国
- 飯山城 - 川中島四郡の統治拠点。江戸時代も越後福嶋城や高田城（越後少将家）の支城として機能。高梨氏・皆川氏などが治める。

### 上野国
- 厩橋城 - 読みは「まやばしじょう」が一般的。謙信の関東出陣の拠点。城将は長野氏・毛利（北条）氏など。

### 中越の諸城
- 栃尾城 - 謙信生誕の城。越後福嶋城の支城としても機能、堀家の万石陪臣である神子田氏が入る。
- 坂戸城 - 長尾顕景（のちの上杉景勝）生誕の城。上田長尾氏の本拠で「越後上田城」とも。
- 与板城 - 直江氏の本拠。本与板城から移る。

### 揚北の諸城
- 三条城 - 南蒲原は揚北衆では珍しく親長尾。山吉氏の転出後は安房衆の神余氏が入る。堀氏の代には家老の堀直政が城主となる。のち三条藩の居城としても活用。
- 鳥坂城 - 頚城郡の「鳥坂城 (とりさかじょう）」と異なり、読みは「とっさか」。中条藤資が謙信の筆頭家臣となったため「中条城」とも。
- 村上城 - 城主の本庄氏はしばしば謙信に背く。本庄繁長の降伏後、上杉氏の出羽進出の拠点となる。
- 津川城 - 揚北衆で最後まで抵抗し、御館の乱で景虎に付いた金上氏（蘆名一族）の本城。蒲生騒動で景勝が預かり藤田氏を派遣、会津移封後も東蒲原は上杉領とされた。

### 出羽国
- 丸岡城 - 最上からの分離独立を図る大宝寺氏（武藤氏）の居城。景勝の代に庄内侵攻で直轄化。

## 現地情報

### 所在地
- 新潟県上越市中屋敷字春日山ほか

### 交通
公共交通
- えちごトキめき鉄道妙高はねうまライン 春日山駅（北陸新幹線・上越妙高駅乗り換え、特急「しらゆき」一部上り列車のみ停車）下車、西へ徒歩30分。
- 頸城自動車 7 春日山・佐内線（佐内入口 - 直江津駅前 - 林泉寺入口 - 春日山駅前 - 中央病院 - 上越モール前・悠久の里前） 「林泉寺入口」バス停より徒歩約20分

自動車
- 北陸自動車道 上越ICより約15分。
  - 駐車場あり

### イベント
- 謙信公祭（8月下旬）

武者行列や鉄砲隊の実演など、2日間に渡って春日山城下で行われる。

### 周囲の文化施設・観光名所
- 越後上越天地人博復元模型展示
- 春日山
- 春日山城跡史跡広場　ものがたり館
- 上越市埋蔵文化財センター
- 林泉寺
- 春日神社
- 春日山神社
- 御館跡
- 浜善光寺

## 舞台となった作品

### 映画
上杉謙信が主人公の映画
- 天と地と （1990年） - 上杉謙信：榎木孝明

それ以外の映画
- 風林火山 （1969年） - 上杉謙信：石原裕次郎
- 戦国自衛隊 （1979年）[9] - 主演・千葉真一、製作・角川春樹事務所による1979年の日本映画で、長尾景虎を夏木勲が演じた。ロケは丸岡城で行われた。
- 影武者 （1980年） - 上杉謙信：清水利比古。映画パンフやエンドクレジットに記されていないが、ロケは彦根城で行われた。

### TVドラマ
上杉謙信が主人公のTVドラマ
- 天と地と （1969年、NHK大河ドラマ） - 上杉謙信：石坂浩二
  - 一部の新潟県民からは「謙信役者といえば石坂浩二」と思われており、放送後30年以上を経て『開運!なんでも鑑定団』で石坂が新潟を訪れた際も、盛んに握手を求められたという。
- 天と地と〜黎明編 （1990年、日本テレビ） - 長尾景虎：大沢樹生
- 天と地と （2008年、テレビ朝日） - 長尾景虎：松岡昌宏

それ以外のTVドラマ
- 太閤記 （1965年、NHK大河ドラマ） - 上杉謙信：石山健二郎
- おんな風林火山 （1986年、TBS） - 上杉謙信：山下真司
- 武田信玄 （1988年、NHK大河ドラマ） - 上杉謙信：柴田恭兵
- 武田信玄 （1991年、TBS） - 上杉謙信：佐藤浩市
- 風林火山 （1992年、日本テレビ） - 長尾景虎：髙嶋政宏
- 風林火山 （2006年、テレビ朝日） - 上杉謙信：徳重聡
- 風林火山 （2007年、NHK大河ドラマ） - 上杉政虎：Gackt
- 天地人 （2009年、NHK大河ドラマ） - 上杉謙信：阿部寛